# Кинематограф Ливана
Кинематограф Ливана, согласно кинокритику и историку кино Рою Армесу, — единственный кинематограф в арабоязычном регионе, после египетского, который может иметь своё национальное кино. Кинематограф в Ливане существует с 1920-х годов, и страна за это время произвела более 500 фильмов.
Количество фильмов ежегодно выпускаемых невелико, а киноиндустрия в значительной степени зависит от зарубежного финансирования и международных кассовых доходов из-за ограниченного размера внутреннего рынка. Несмотря на это, некоторые местные фильмы добиваются признания на международном уровне: И куда мы теперь? режиссёра Надин Лабаки выиграл Приз зрительских симпатий на кинофестивале в Торонто и был номинирован на премию «Оскар» за лучший фильм на иностранном языке.

## История

### Французский мандат
Первым ливанским фильмом был Приключения Элиаса Мабрука, снятым в 1929 году режиссёром Джордано Пидутти. На руинах Баальбека (1936) стал первым звуковым фильмом Ливана, он был весьма успешным среди зрителей.
К середине 1920-х кинотеатры были весьма распространены в Бейруте, некоторые из которых использовались и для политических собраний. Так в 1925 году коммунистическая партия провела съезд в кинотеатре Crystal Cinema в Бейруте. Кинотеатры стали настолько популярными, что в 1931 году студенты организовали акцию протеста в виде демонстрации за снижение цен на билеты в них. Чтобы конкурировать с Голливудом, французы постановили, что все американские фильмы, импортируемые в Ливан, должны были быть продублированными на французский язык.
В этот период появилось также и документальное кино, но оно строго подвергалось цензуре со стороны французов.

### После обретения независимости
После обретения Ливаном независимости от Франции производители фильмов стали использовать в своей продукции местные темы, такие как сельская жизнь и фольклор. В начальный период своей независимости Ливан переживал экономический бум, вследствие чего его столица Бейрут стал финансовым центром восточной части Ближневосточного региона. Экономический успех Ливана, вместе с открытием 38 банков, мультикультурным и либеральным обществом, послужил тому, что местная киноиндустрия стала альтернативой египетской, занимавшей в то время центральное место в арабоязычном мире. Кроме того, «Ливан имел лучшую в регионе техническую базу» для производства фильмов. В первой половине XX века ливанский кинематограф был тесно связан с египетским. Кроме того, что он привлекал к себе многочисленных ливанских актёров и актрис, таких как Нур Аль Хода и Сабах, исполнительниц танца живота (Бадия Массабни) и продюсеров (Ассия Дахер), ливанские дистрибьюторы монополизировали экспорт египетских фильмов в 1930—1970-е годы. Одним из самых успешных режиссёров этого периода был Мохамед Сельмане, который прошёл подготовку в Египте и вернулся в Ливан, чтобы создать 30 фильмов за 25 лет.
Совместное производство фильмов с Египтом и Сирией было весьма распространено в этот период, который принято называть «золотым веком» ливанской киноиндустрии. Кроме того, ливанские продюсеры с 1945 по 1951 год играли важнейшую роль в становлении иракского кинематографа.